# Pedostrangalia femoralis
Pedostrangalia femoralis là một loài bọ cánh cứng trong họ Cerambycidae.